# Антипов, Александр Иванович
Александр Иванович Антипов (1824—1887) — русский горный инженер; тайный советник. Брат горного инженера Алексея Антипова (1833—1913), двоюродный брат композитора П. И. Чайковского.

## Биография
Родился в 1824 году.
В службе состоял с 8 июня 1844 года. Окончив в 1846 году Институт Корпуса горных инженеров с чином поручика, поступил на службу в Луганский горный округ. В 1850 году был послан в Киргизскую степь, для разработки там каменноугольных копей. С 1853 по 1862 год находился в распоряжении оренбургского и самарского генерал-губернатора для горных изысканий, а в 1863—1864 годах состоял членом от горного ведомства в пермском губернском по крестьянским делам присутствии, причём принимал участие по введению на Урале в действие положения о крестьянах.
С 1865 по 1870 год А. И. Антипов состоял чиновником особых поручений при Министерстве финансов, в 1866 году был командирован в Привислянский край для исследования на месте вопроса о праве крестьян на недра земли, а с 1867 года заведовал горным департаментом Царства Польского с целью закрытия дел этого департамента, что и последовало в 1870 году. Был произведён в действительные статские советники 17 января 1869 года. 
Близкое знакомство Антипова с горным делом в этом крае убедило его, что густота населения, мелкая дробность крестьянских владений и характер месторождений полезных ископаемых делают общий закон Империи о правах на недра земли неприменимым в Царстве Польском. Обратив при этом внимание на одинаковость геогностического строения Царства Польского с соседней Пруссией и крайне неудовлетворительное положение горного дела в Царстве сравнительно с последней, Антипов пришел в заключению, что, для успешного развития горного промысла в этом крае, необходимо применить в нём правила прусского горного законодательства, где недра не составляют собственности землевладельца. Представленная по этому поводу подробная записка Антипова была доведена наместником Царства до Высочайшего сведения, и Император Александр II, 19 января 1868 года, положил следующую резолюцию: «Прошу обратить на дело это особое внимание и представить мне соображения, чтобы не отставать нам от того, что делается по горному ведомству в соседстве нашем в Пруссии». Следствием этого было введение в Царстве Польском Высочайше утверждённого, 16 июня 1870 года, Положения о разведках и отводах для горной добычи полезных ископаемых. Закон этот, существенно ограничивая права землевладельцев на недра их земель по отношению к каменному углю, цинковой и свинцовой руде, имел огромное влияние на развитие в Привислянском крае горной промышленности. При Антипове началась передача некоторых казённых польских заводов в частные руки. По почину Антипова особой комиссией был выработан проект осушения Олькушских цинковых рудников, заменивший прежний, составленный при предшественниках Антипова (Г. А. Иосса). Основой этого проекта служил факт, что очищенные древние штольни могут с выгодою служить для осушения некоторых рудничных полей.
С 25 сентября 1870 года был назначен членом Совета министра финансов. Был произведён 1 января 1883 года в чин тайного советника. Был награждён орденами Св. Анны 2-й ст. (1865), Св. Владимира 3-й ст. (1874), Св. Станислава 1-й ст. (1877), а также майоратом в Царстве Польском (1869).
Две статьи его: «О тквибульском каменном угле» (1847) и «О правах на недра земель Царства Польского» (1869), помещены в «Горном журнале».
Умер 25 июля (6 августа) 1887 года.
Был женат на Наталье Павловне Дягилевой. Их дети: Иван (30.11.1861—?), Наталия и Александра.